# Acronis True Image
Acronis True Image és un programa de creació d'imatges de disc, produït per Acronis. True Image pot crear una imatge de disc mentre s'està executant Microsoft Windows o Linux, o fora de línia per arrencada de CD / DVD, unitats flash USB, PXE, o altres mitjans d'inici. Com a solució d'imatges de disc, True Image pot restaurar la imatge capturada prèviament en un altre disc, efectivament replicar l'estructura i el contingut al nou disc, també permet canviar la grandària de la partició si el nou disc és de diferent capacitat.

## Sistemes de fitxers suportats
Sistemes d'arxiu suportats pel programari:
- NTFS
- FAT16
- FAT32
- Ext2
- Ext3
- ReiserFS
- Reiser4
- Linux Swap

A més dels sistemes d'arxius amb suport oficial, Acronis True Image també permet guardar i restaurar sectors "en brut" (raw en anglès) en qualsevol altre sistema d'arxius. Aquesta manera raw permet suportar un sistema d'arxius que està corrupte o d'un tipus no suportat oficialment, mitjançant la captura completa de tots els seus sectors. Aquest mètode dona com a resultat un arxiu d'imatge de major grandària, i no és capaç de comprimir, alterar la grandària, ni restaurar arxius selectivament quan es treballa en aquesta manera.